# 郑重 (1935年)
郑重（1935年12月—），字若清，号大泽乡人，斋号百溪，男，安徽宿州人，中国记者、作家、书法家。

## 生平
1935年12月（一说1936年）出生于安徽省宿县。1956年毕业于宿城第一中学。1961年毕业于复旦大学新闻系，同年被分配到上海科学教育电影制片厂任编剧。1962年10月调入《文汇报》社工作，历任采访记者，高级记者。文化大革命时期，他是逍遥派人士，与谢稚柳、唐云、来楚生、张大壮、刘旦宅等上海画家成为挚友。1990年代退休后，受上海博物馆马承源、汪庆正两位馆长的邀请，开始调查研究上海市的收藏家及其藏品，编写了张伯驹、张元济、朱家溍等收藏家传记系列丛书。曾任上海市徐悲鸿艺术研究会副会长。
1989年开始从事书法创作。2018年10月首次在上海衡山宾馆璞玉艺术馆公开了自己的书画缘与写字经历。2019年5月在香港中环集古斋举办书法展。

## 出版物
2002年加入中国作家协会。著有报告文学集《飞向太空》《时代风云录》《寻找人类失落的文明》，画家传记系列《谢稚柳传》《唐云传》《林风眠传》《丁绍光生活与艺术》，听大师谈艺系列《壮暮堂谢稚柳》《大石斋唐云》《三釜书屋程十发》《高花阁陈佩秋》，收藏家传记系列《海上收藏世家》《张伯驹：中国文人的楷模》《张元济：从新旧文化夹缝中走来》《朱家溍：肩负着文物传承的使命》等。